# Операція «Анкліт»
Операція «Анкліт» (англ. Operation Anklet) — кодове найменування спеціальної операції, що проводилася наприкінці грудня 1941 року за підтримки 22 кораблів трьох флотів силами 300 чоловіків загону No. 12 британських командос та 1-ї окремої норвезької роти з метою дезорганізації тилу німецьких військ на окупованих ними норвезьких Лофотенських островах під час Другої світової війни.
Практично одночасно британський штаб об'єднаних операцій влаштував подібний рейд силами зведеного загону з No. 2, 3, 4 та 6 командос, яка атакувала острів Вогсей у Согн-ог-Ф'юране.

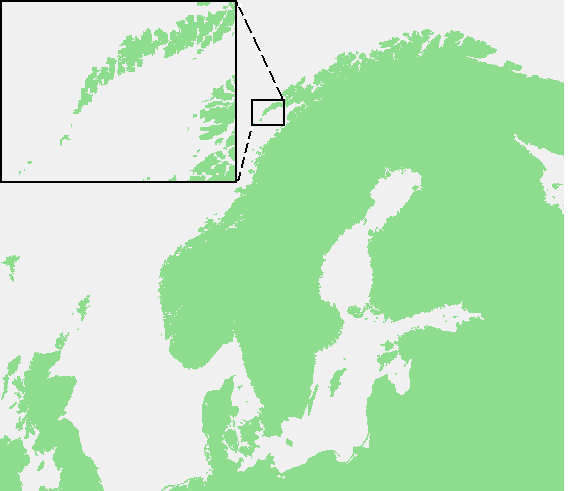
Лофотенські острови на мапі північно-західного узбережжя Європи

## Передумови
Після ухвалення прем'єр-міністром Великої Британії В.Черчиллем пропозиції підполковника Дадлі Кларка за підтримки начальника Імперського генерального штабу фельдмаршала Дж. Ділла, стосовно формування перших загонів спеціального призначення, завданням яких було знищення особливо важливих об'єктів на території окупованої німецьким Вермахтом Європи, британці розгорнули активну діяльність на цьому напрямку.
17 липня Черчилль, який був переконаним прихильником командос, призначив на посаду директора штабу об'єднаних операцій, ветерана Галліполійської кампанії та рейду на Зебрюгге та свого особистого товариша 68-річного адмірала флоту Роджера Кіза. Кіз очолив цей орган управління, котрий відповідав за проведення спеціальних рейдових, диверсійних та десантних операцій на територіях, зайнятих противником, й якому підпорядковувалися усі утворені формування командос. Перші групи комплектувалися виключно за рахунок набору добровольців з Британської армії, до того ж з переліку частин, що дислокувалися на території островів, а також з тих, хто служив у розформованих окремих рот Територіальної армії, що билися в Норвегії.
Успішне проведення операції «Клеймор» у березні 1941 року додало Британському адміралтейству впевненості у тому, що вони обрали вірний шлях у боротьбі з німецькими окупантами у прибережній зоні Європи. Штаб об'єднаних операцій на чолі з контрадміралом Л. Маунтбеттеном запланував проведення ще серії рейдових акцій на кінець 1941 року.
Британські командос готувались до проведення сміливої за задумом диверсійної операції під кодовою назвою «Анкліт» — рейд No. 12 Commando на Лофотенські острови за підтримки 22 кораблів та суден трьох флотів. На думку розробників плану операції, у той час німецькі військовики переважно святкуватимуть наступне свято після Різдва — День подарунків і не будуть у змозі адекватно відповісти на рейдові дії британців. Протягом двох діб оперативна група флоту та командос утримували низку важливих об'єктів на островах, зокрема вивели з ладу 2 ворожі радіостанції та потопили декілька суден. За результатами рейду Гітлер був певен, що союзники розпочали вторгнення до Норвегії, й віддав наказ утримувати в країні значні сили та засоби.

## Операція
Оперативна група флоту з британськими та норвезькими командос на борту до початку операції зосереджувалась у трьох районах дислокації британських ВМС: Скапа-Флоу, Грінок та Лервік. 22 грудня 1941 року оперативна група «J» вийшла з військово-морських баз у Скапа-Флоу та Грінок у напрямку на Лофотенські острови; наступного дня з Лервіка вийшла третя частина рейдових сил. Однак, через проблеми з рушійним механізмом LSI (L) Prinses Josephine Charlotte довелось під ескортом есмінця повернутися назад. «Вітленд», доставивши без подій транспорт до Скапа-Флоу, згодом наздоганяв основні сили оперативної групи «J». Вночі 26 грудня усе угруповання зосередилось на визначених позиціях у готовності до початку операції.
О 6 годин ранку морський десант у кількості 300 командос, одягнутих у білі маскхалати, на десантно-висадочних засобах під прикриттям ескадреного міноносця «Ламертон» та норвезьких корветів «Енденес» і «Еглантін» без жодного пострілу з боку противника висадився на західному березі острову Москенесьо. Водночас кораблі оперативної групи розпочали артилерійський обстріл ворожих об'єктів та позицій. «Бедуїн» знищив радіостанцію на острові Флакстадьо, а крейсер «Аретьюза» за підтримки есмінців увійшов до фіорду Вестфіорд у пошуках кораблів ворога, де захопив норвезькі судна «Конг Гаральд» (1 125 тонн) та «Нордленд» (745 тонн), у той час як есмінець «Ашанті» потопив вогнем німецький патрульний корабель Geier, який вчинив спротив.
Командос союзників швидко окупували села Рейне й Москенес, захопивши в полон невеликий німецький гарнізон та норвезьких колабораціоністів на радіостанції в Глапені.
Спочатку британське командування планувало залишитися на островах до початку січня, сподіваючись на похмуру нельотну погоду, однак вже наступного дня німецький морський літак здійснив спробу бомбардувати англійський крейсер «Аретьюза». Хоча літак Люфтваффе не досяг прямого влучення в корабель, пошкодження зазнані в ході атаки довелось згодом ремонтувати протягом 14 тижнів. Через відсутність підтримки з повітря командувач операцією адмірал Ф. Далрімпл-Гамільтон після двох днів перебування на захоплених островах віддав наказ силам відступити з норвезьких земель. 1 січня 1942 року оперативна група «J» без втрат повернулася на головну військово-морську базу до Скапа-Флоу.

## Наслідки операції
У наслідок проведення спеціальної операції «Анкліт» два радіопередавачі було знищено, декілька німецьких суден та човнів було або знищено або захоплено та невелика кількість німецьких вояків і колабораціоністів захоплена в полон. На патрульному кораблі Geier були захоплені деталі та документи кодування до шифрувальної машини «Енігма». Оперативна група повернулась без втрат, маючи на борту понад 200 норвежців, що приєднались до Руху опору й вступили до Норвезьких Вільних сил. Британці вважали операцію успішною, однак вивчили один урок — у майбутньому вони ніколи не проводили такого роду операцій без повітряної підтримки.